# بني هلال (القصيل)
بني هلال هو دُوَّار (قرية) يقع ضمن جماعة أورتزاغ في إقليم تاونات، جهة فاس مكناس في المملكة المغربية. ينتمي الدوّار إلى مشيخة القصيل التي تضم 18 دوارا. بلغ عدد سكانه 327 نسمة حسب الإحصاء الرسمي للسكان والسكنى لسنة 2004.

## روابط خارجية
- البوابة الوطنية للجماعات الترابية نسخة محفوظة 12 مارس 2018 على موقع واي باك مشين.
- المندوبية السامية للتخطيط